# Blind Justice
Blind Justice is een Amerikaanse televisieserie over een blinde detective in New York, gecreëerd door Steven Bochco. De serie werd in maart 2005 geïntroduceerd om het gat in te vullen dat Bochco's succesvolle serie NYPD Blue had achtergelaten. NYPD Blue haar laatste aflevering werd begin maart uitgezonden, na 12 seizoenen lang op de buis te zijn geweest.
Ondanks investeringen in de promotie door ABC, werd Blind Justice een fiasco. Na 13 afleveringen werd het filmen van de show in juni stopgezet. Er was veel kritiek op het onrealistische beeld van een blinde politieagent, gespeeld door Ron Eldard, die een pistool draagt. In feite was het concept van de show aanvankelijk geïntroduceerd als een grap van Bochco in zijn boek Death by Hollywood. Tijdens Eldrads gastoptreden op de Jimmy Kimmel Live show, liet medegast Adam Carolla een neppe clip van zijn nieuwe 'show' zien, waarin Carolla als een blinde brandweerman werd geportretteerd.

## Verhaal
Een politiedetective uit New York genaamd Jim Dunbar en zijn partner worden in een hinderlaag gelokt door een man bewapend met een AK-47. Even later zijn drie andere agenten door hun ammunitie heen, en Dunbars partner verstijft van angst. Dunbar gaat tot actie over maar krijgt wel een kogel in z'n hoofd waardoor hij zijn gezichtsvermogen verliest. Het korps wil van hem af maar hij spant een rechtszaak die hij wint, zodat hij zijn baan kan houden ondanks zijn blindheid.
Hij wordt gekoppeld aan detective Karen Bettencoart die twijfelt aan zijn vaardigheden nog zijn vak uit te oefenen. Ook moet hij zien om te gaan met de twijfels van zijn vrouw Christie en zijn eigen door middel van een psychiater.

## Cast
- Ron Eldard als Detective Jim Dunbar
- Marisol Nichols als Detective Karen Bettancourt
- Rena Sofer als Christie Dunbar
- Reno Wilson als Detective Tom Selway
- Frank Grillo als Detective Marty Russo
- Michael Gaston als Lt. Gary Fisk
- Saul Rubinek als Dr. Alan Galloway

## Crew
- John Badham ... Executive Producer
- Steven Bochco ... Executive Producer
- Bill Clark ... Executive Producer
- Nicholas Wootton ... Executive Producer
- Matt Olmstead ... Executive Producer

## Episodes
1. "Pilot"
2. "Four Feet Under"
3. "Rub a Tub Tub"
4. "Up on the Roof"
5. "Marlon's Brando"
6. "Soul Man"
7. "Leap of Faith"
8. "Past Imperfect"
9. "In Your Face"
10. "Doggone"
11. "Dance with Me"
12. "Under the Gun"
13. "Fancy Footwork"

## Internationale uitzenders
- Zuid-Afrika: SABC3
- Zuid-Korea: KBS (hangul:블라인드 저스티스)
- Verenigde Staten: American Broadcasting Company
- Australië: Network Ten
- Brazilië: AXN
- Turkije: DiziMax
- Ierland: Channel 6
- Roemenië: Prima TV
- Hongarije:TV2
- Frankrijk: Métropole 6
- Verenigd Koninkrijk: FX
- Italië: Rai Tre, Fox Crime
- Zweden: SVT2